# العلاقات البوتانية القطرية
العلاقات البوتانية القطرية هي العلاقات الثنائية التي تجمع بين بوتان وقطر.

## مقارنة بين البلدين
هذه مقارنة عامة ومرجعية للدولتين:
| وجه المقارنة                                              | بوتان          | قطر           |
| --------------------------------------------------------- | -------------- | ------------- |
| المساحة (كم2)                                             | 38.39 ألف      | 11.44 ألف     |
| عدد السكان (نسمة)                                         | 807.61 ألف     | 2.64 مليون    |
| الكثافة السكانية (ن./كم²)                                 | 21.04          | 230.77        |
| العاصمة                                                   | تيمفو          | الدوحة        |
| اللغة الرسمية                                             | لغة دزونكا     | اللغة العربية |
| العملة                                                    | نغولترم بوتاني | ريال قطري     |
| الناتج المحلي الإجمالي (بليون دولار)                      | 2.51 مليار     | 167.61 مليار  |
| الناتج المحلي الإجمالي (تعادل القوة الشرائية) بليون دولار | 6.49 مليار     | 316.40 مليار  |
| الناتج المحلي الإجمالي الاسمي للفرد دولار أمريكي          | 2.66 ألف       | 73.65 ألف     |
| الناتج المحلي الإجمالي للفرد دولار أمريكي                 | 7.82 ألف       | 141.54 ألف    |
| مؤشر التنمية البشرية                                      | 0.605          | 0.850         |
| رمز المكالمات الدولي                                      | +975           | +974          |
| رمز الإنترنت                                              | .bt            | .qa           |
| المنطقة الزمنية                                           | ت ع م+06:00    | ت ع م+03:00   |

## منظمات دولية مشتركة
يشترك البلدان في عضوية مجموعة من المنظمات الدولية، منها:
| علم المنظمة | اسم المنظمة                        | تاريخ انضمام بوتان | تاريخ انضمام قطر |
| ----------- | ---------------------------------- | ------------------ | ---------------- |
|             | يونسكو                             | 13 أبريل 1982      | 27 يناير 1972    |
|             | وكالة ضمان الاستثمار متعدد الأطراف | 21 أكتوبر 2014     | 22 أكتوبر 1996   |
|             | الأمم المتحدة                      | 21 سبتمبر 1971     | 21 سبتمبر 1971   |
|             | الاتحاد البريدي العالمي            | ?                  | ?                |
|             | البنك الدولي للإنشاء والتعمير      | 28 سبتمبر 1981     | 25 سبتمبر 1972   |
|             | الاتحاد الدولي للاتصالات           | 15 سبتمبر 1988     | 27 مارس 1973     |
|             | منظمة حظر الأسلحة الكيميائية       | ?                  | ?                |
|             | مؤسسة التمويل الدولية              | 1 ديسمبر 2003      | 11 أكتوبر 2008   |
|             | منظمة الشرطة الجنائية الدولية      | ?                  | ?                |

## وصلات خارجية
- موقع وزارة الخارجية البوتانية
- موقع وزارة الخارجية القطرية